# Eddie Thoneick
Eddie Thoneick, né en 1978 à Mülheim est un DJ de musique house allemand. Il s'est fait connaître en 2006 avec sa chanson Love Sensation en collaboration avec Kurd Maverick.

## Discographie

### Singles et EPs
- 2003: Hurt
- 2004: Eddie Thoneick Presents Elements – House That Body
- 2004: "Burnin"
- 2004: "Everybody"
- 2005: "The Anthem"
- 2005: "Piano" (Vs. DJ Antoine)
- 2005: "My Body's Burning" (vs. Tom Vega)
- 2005: "Release The Tension"
- 2006: Eddie Thoneick & Kurd Maverick – "Love Sensation" (FRA: #66 / NED: #58 / ALL: #89 / FIN: #19)
- 2006: "Deeper Love" (Feat. Berget Lewis)
- 2007: "If Only" (Pres. Female Deejays Feat. Chelonis R. Jones)
- 2007: "Forgiveness" (Feat. Berget Lewis)
- 2007: "Together As One" (Feat. Bonse)
- 2008: "Hi 'N' Bye" (Feat. Till West vs. Alexandra Prince) (NED: #41)
- 2008: "I Wanna Freak U" (Feat. Shean Williams) (NED: #60)
- 2008: "Whatcha Want"
- 2009: "Don't Let Me Down" (Feat. Michael Feiner)
- 2009: "Love Under Pressure" (Featuring Andy P.)
- 2009: "Perfect Moment" (with Francesco Diaz & Young Rebels Feat. Cozi)
- 2009: "In My Head" (Feat. Shermanology)
- 2010: "Funk"
- 2010: "Release" (Bingo Players Remix Feat. Terri B)
- 2010: Erick Morillo & Eddie Thoneick feat. Shawnee Taylor – "Live Your Life"
- 2010: Erick Morillo & Eddie Thoneick feat. Shena – "Nothing Better"
- 2011: Erick Morillo & Eddie Thoneick feat. Shawnee Taylor – "Stronger"
- 2012: Erick Morillo & Eddie Thoneick feat. Skin – "If This Ain't Love"
- 2012 : Erick Morillo & Norman Doray - Celsius
- 2014 : Eddie Thoneick & Abel Ramos Feat. James Walsh - Love Will Never Let You Down (Size Records)
- 2015 : Eddie Thomeick - Solar (Deniz Koyu Mix) (Axtone Records)
- 2015 : Eddie Thoneick - ID (Sosumi Records)
- 2021 : Eddie Thoneick - Into The Sunrise (ft. James Walsh)

### Remixes
2003:
- Neil Rumney – "Do It Yourself"

2004:
- Alex Gaudino Feat. Crystal Waters – "Magic Destination" (Eddie Thoneick's Magnifique Mix)

2005:
- Tom Neville Feat. Jellybone – "Buzz Junkie" (Eddie Thoneick's Addicted Mix)
- Soul Avengerz – "Love You Feel"
- Steve Angello & Sebastian Ingrosso present Mode Hookers – "Breathe"
- Junior Jack & Kid Creme Pres. Private Tools – "Tool #2"
- DJ Peter Presta Feat. Bonse – "Totally Hooked" (Eddie Thoneick's Sunstroke Mix)
- Red Hot Dutch pres. Matt Hughes –  "You're One Of Us"
- Erasmo & Funky Junction Feat. Surge Sonic –  "Reaching High"
- DJ Antoine – "The Roof (Is On Fire)"

2006:
- Sugartape – "Summerdaze" (Eddie Thoneick Dub)
- Eddie Thoneick & Kurd Maverick – "Love Sensation 2006" (Eddie Thoneick's Sensation Mix / Nu Tribe Dub)
- Roger Sanchez Feat. Katherine Ellis & Lisa Pure – "Lost"
- Milk & Sugar Presents MS2 – "Stay Around (For This)"
- Tune Brothers – "Serenata"
- Yves Larock vs. Discokidz – "Something On Your Mind"
- Housemates – "Without You" (Eddie Thoneick Shake Is Out Mix)
- Reina – "On My Own"
- Bob Sinclar – "Everybody Movin'" (Eddie Thoneick & Kurd Maverick Remix)
- DJ Mike Cruz Pres. Inaya Day & China Ro – "Movin' Up"
- Ben Macklin Feat. Tiger Lily – "Feel Together"

2007:
- De Souza Feat. Shena – "Guilty"
- DJ Antoine vs Mad Mark – "Neverending Search"
- David Guetta & Chris Willis – "Love Is Gone" (Eddie Thoneick's Liberte Mix / Ruff Mix)
- Ida Corr vs. Fedde le Grand – "Let Me Think About It"
- Prezioso & Marvin – "Touch Me"
- Soul Flava Feat. Corey Andrew – "Music Will Make Everything Alright"
- Bob Sinclar & Steve Edwards – "Together"

2008:
- Thomas Gold, Francesco Diaz & Young Rebels – "Open Sesame" (Eddie Thoneick & Jens Maigold Remix)
- Play Paul & Denis Naidanow – "All Mine"
- Joachim Garraud & Nino Anthony Feat. Chynna Paige – "I Will Love You Anyway"
- Carl Kennedy Feat. Lisa Pure – "The Love You Bring Me"
- Moby – "Disco Lies"
- Ivana Trump Feat. Rossano Rubicondi – "Amore Mio, Secret Love" (DJ Antoine Vs Eddie Thoneick Mix)
- Female Deejays Feat. Azin – "Memories"

2009:
- Veerus & Maxie Devine – "Mouses Ate My Proteins"
- Todd Terry Feat. Tara McDonald –  "Play On"
- Jeanette – "Undress To The Beat"
- TV Rock & Luke Chable – "Happiness (I'm Hurting Inside)"
- Armand van Helden – "Witch Doktor"
- No Angels – "Welcome To The Dance"

2010:
- Dohr & Mangold Feat. Corey Andrew – "Love No Pride" (Eddie Thoneick Thrills 'N' Skills Mix)
- Kurd Maverick – "Shine A Light"
- Placebo – "Bright Lights"

2011:
- Moby – "The Day"

### Bootlegs
- Dirty South vs RHCP - We Are California (Eddie Thoneick Bootleg)
- Deep Dish vs. Tears for Fears - Flash, Dance, Shout (Eddie Thoneick Bootleg)
- Temper Traps - Eurhythmic Disposition (Eddie Thoneick Bootleg)
- Eddie Thoneick vs. Swedish House Mafia - Leave The World Under Pressure (Eddie Thoneick Bootleg)
- Swedish House Mafia vs. Sandy B - You Make My World Go 2 Ibiza (Eddie Thoneick Bootleg)
- Axwell & Bob Sinclar - What A Wonderful World (Eddie Thoneick Bootleg Mix)
- Cygnus X vs Kings Of Tomorrow - Finally Superstring (Eddie Thoneick Bootleg)
- David Tort, Thomas Gold & David Gausa vs. Planet Funk - Chasing Areena (Eddie Thoneick Bootleg)
- Sandro Silva vs Ultra Naté - Only You can be Free (Eddie Thoneick Bootleg)
- Dirty Money - Hello Good Morning (Erick Morillo & Eddie Thoneick Bootleg Mix)
- Phil Green & Shokk Vs Oasis - Fascination Wonderwall (Eddie Thoneick Bootleg)
- Avesta vs Adele - "Rolling in Dutchano" (Eddie Thoneick Bootleg)
- Michael Woods - "First Aid Matters" (Eddie Thoneick Vocal Bootleg)